# Bellator 252
Bellator 252: Pitbull vs. Carvalho è stato un evento di arti marziali miste tenuto dalla Bellator MMA il 12 novembre 2020 al Mohegan Sun Arena di Uncasville negli Stati Uniti.

## Risultati
|                                        | Divisione             |                      |           |                | Metodo                                      | Round     | Tempo     | Premio    |
| Main Card                              | Main Card             | Main Card            | Main Card | Main Card      | Main Card                                   | Main Card | Main Card | Main Card |
| -------------------------------------- | --------------------- | -------------------- | --------- | -------------- | ------------------------------------------- | --------- | --------- | --------- |
| Sfida valida per il titolo di campione | Pesi piuma            | Patricio Freire (c)  | batte     | Pedro Carvalho | KO (pugno)                                  | 1         | 2:10      | [ 1 ]     |
|                                        | Pesi welter           | Yaroslav Amosov      | batte     | Logan Storley  | Decisione non unanime (29-28, 28-29, 29-28) | 3         | 5:00      |           |
|                                        | Pesi piuma            | Emmanuel Sanchez     | batte     | Daniel Weichel | Decisione unanime (48-46, 49-46, 49-45)     | 5         | 5:00      | [ 1 ]     |
| Preliminary Card                       |                       |                      |           |                |                                             |           |           |           |
|                                        | Pesi piuma            | Aaron Pico           | batte     | John de Jesus  | KO (pugno)                                  | 2         | 4:12      |           |
|                                        | Pesi paglia femminili | Keri Taylor-Melendez | batte     | Emilee King    | Sottomissione (rear-naked choke)            | 1         | 3:02      |           |
|                                        | Pesi leggeri          | Manny Muro           | batte     | Devin Powell   | Decisione unanime (30–27, 29–28, 30–27)     | 3         | 5:00      |           |
|                                        | Pesi gallo            | Jornel Lugo          | batte     | Schyler Sootho | Decisione unanime (29–28, 30–27, 30–27)     | 3         | 5:00      |           |
|                                        | Catchweight (148 lbs) | Lucas Brennan        | batte     | Andrew Salas   | Decisione unanime (30–27, 30–26, 30–26)     | 3         | 5:00      |           |
|                                        | Pesi welter           | Roman Faraldo        | batte     | Pat Casey      | KO (ginocchiata saltata)                    | 2         | 2:30      |           |
|                                        | Pesi welter           | Trevor Gudde         | batte     | Khonry Gracie  | KO tecnico (ginocchiata e pugni)            | 3         | 3:28      |           |